# Nissan 370Z
La 370Z est une voiture de sport du constructeur automobile japonais Nissan, remplaçante de la Nissan 350Z.

## Présentation
Elle est présentée au salon de Los Angeles en novembre 2008 et commercialisée début 2009 aux États-Unis, et depuis le printemps 2010 en Europe.

### Restylage
Elle est restylée en 2013 puis en 2017 : ses poignées de porte se noircissent, un diffuseur noir apparaît à l'arrière, les feux arrière s'assombrissent, et on remarque l'apparition de nouvelles jantes alliages de 19 pouces.
Nissan annonce son remplacement le 15 septembre 2020 par la présentation d'un prototype nommé Nissan Z Proto qui ne sera pas commercialisée en Europe dû à des normes pollutions trop restrictives .

## Caractéristiques techniques

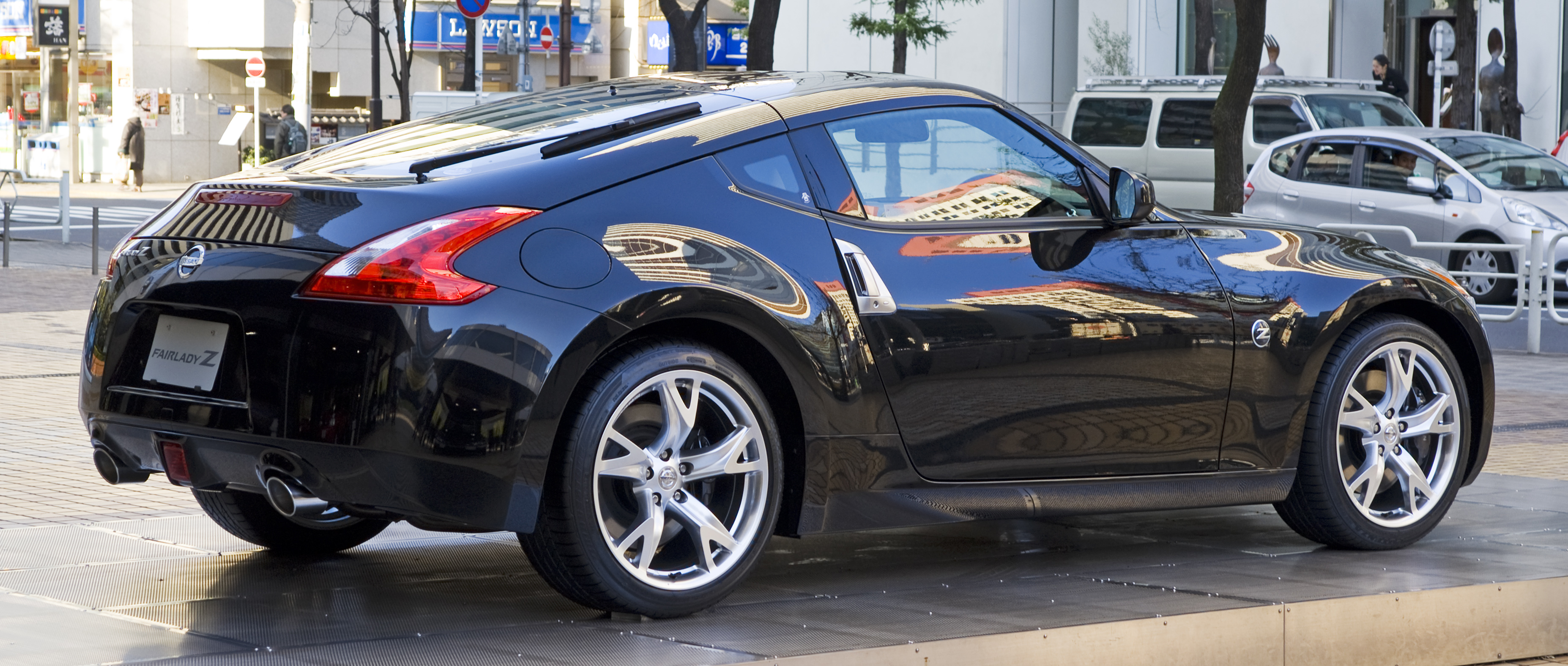
370Z.

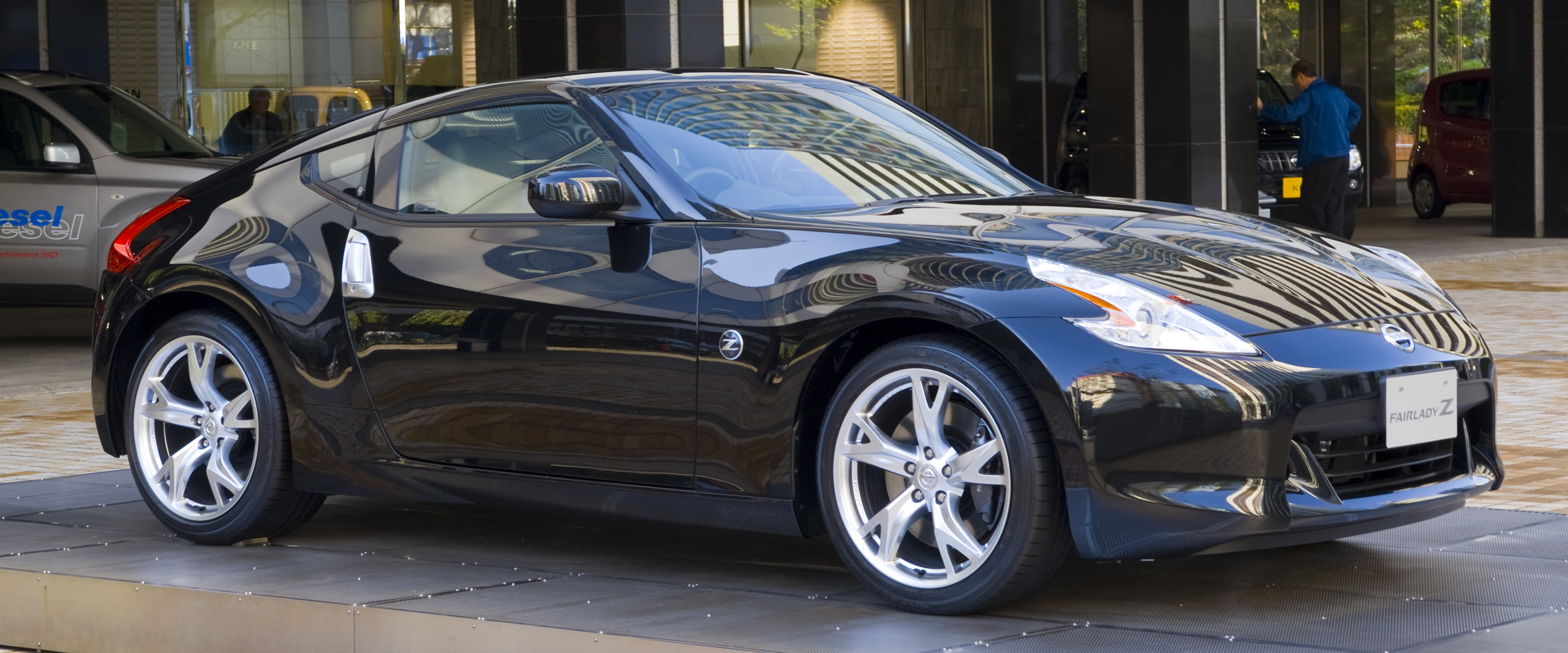
370Z.

Moteur : VQ37VHR, 6 cylindres en V à 60° 3 696 cm3, 24 soupapes, position longitudinale central avant, gestion électronique Nissan EGI ECCS, 331 ch à 7 500 tr/min et 366 N m à 5 200 tr/min, Alésage x course (mm) : 95,5 x 86.
Transmission : propulsion, boite manuelle 6 vitesses (avec mode double-débrayage automatique) ou automatique 7 vitesses.
Poids : 1450 (nismo) à 1500 kg . Rapport poids /puissance : 4,0 (nismo) à 5 kg/ch
Roues : Freins AV / AR (ø mm) : Disques ventilés (355/350), pneus AV - AR : 225/50 R18 - 245/45 R18 Yokohama ADVAN Sport (option 19" : pneus AV - AR : 245/40 R19 - 275/35 R19 Bridgestone RE050A) ou 286/35R19 (nismo) 
Performances (370Z standard)
- Vitesse maximale (km/h) : 250 (limitée électroniquement)
- 400 m DA : 14
- 1 000 m DA : 25 s 6
- 0 à 100 km/h : 5 s 3
- 0 à 200 km/h : 20 s 8

### Motorisations

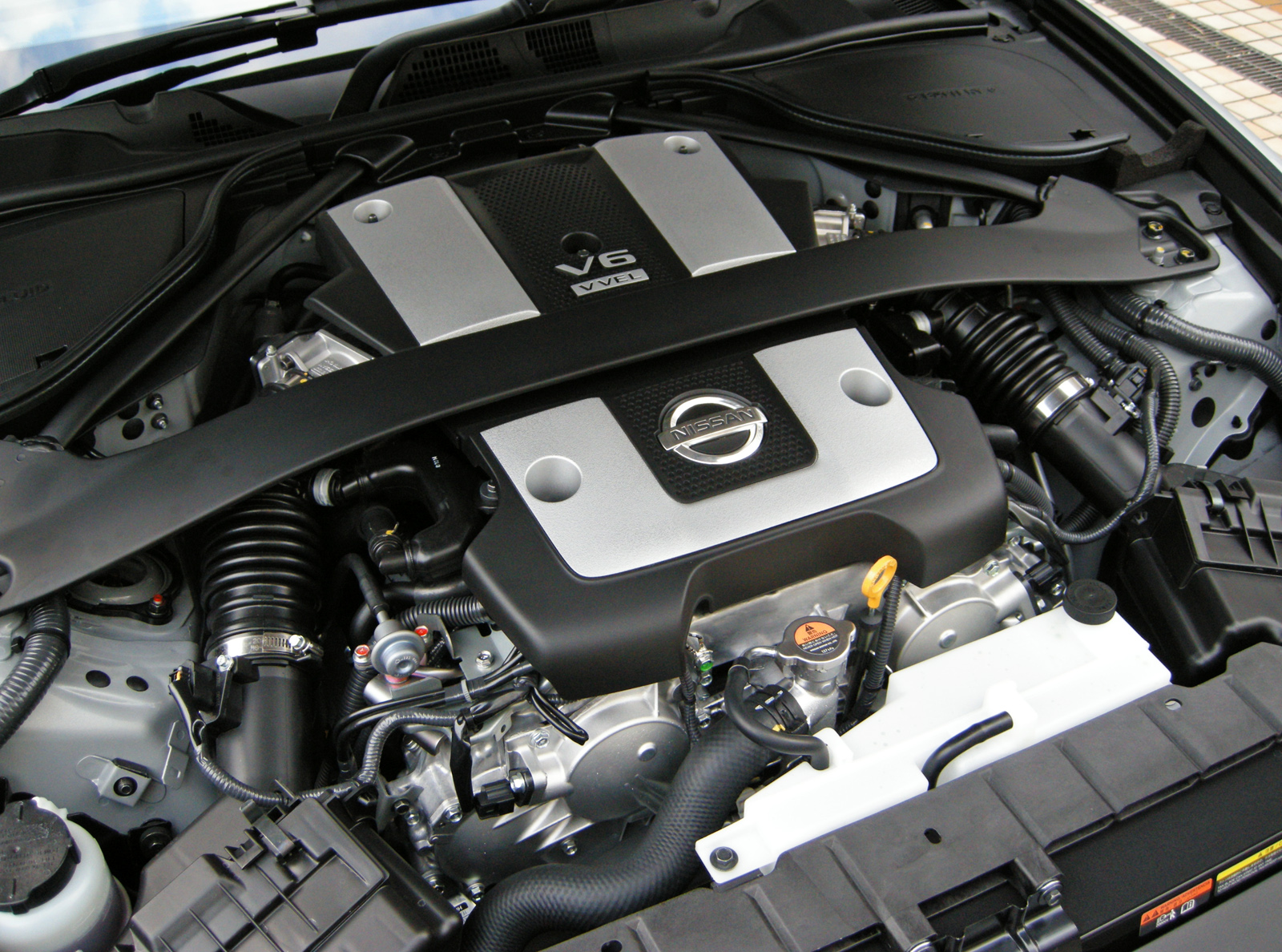
Compartiment moteur.

La Nissan 370Z standard, comme son nom l'indique, est équipée d'un moteur de 3,7 litres de cylindrée qui développe 331 ch. Sa vitesse maximum est limitée électroniquement à 250 km/h.
Le nouveau bloc VQ37VHR (moteur 6 cylindres en V, 3,7 l, distribution variable VVEL, haute réponse) remplace ici le 3,5 l de la Nissan 350Z.
Elle est la 6e génération de Nissan Z, disponible en boîte manuelle 6 rapports avec un nouveau système automatique Synchro Rev Control, ou en boîte automatique à 7 rapports avec palettes au volant.
En comparaison avec la Nissan 350Z, la Nissan 370Z a vu son empattement raccourci de 100 mm à 2 550 mm et sa longueur totale diminuée de 69 mm à 4 250 mm. Des dimensions extérieures réduites et l'emploi de matériaux légers contribuent à la réduction de poids de 36 kg.
La rigidité de la caisse et des suspensions a aussi été renforcée, les 2 barres anti-rapprochement AV et AR ont été modifiées. Le travail réalisé sur le châssis et les suspensions se traduit par une nette amélioration de la tenue de route, un meilleur guidage du train avant, et une direction plus précise. Le gain de poids (suspendu et non suspendu) contribue à un meilleur travail des amortisseurs, favorisant aussi la tenue de route et le confort. La répartition des masses 51% à l’avant et 49% à l’arrière en fait une sportive extrêmement bien équilibrée. 
Le Cx de 0.29 est identique à celui de la Nissan 350Z.

### Nombre d'exemplaires
Nombre d'exemplaires vendus en Europe : 11257 dont 125 Nismo V1 et 500 Nismo V2

## 370Z NISMO - NISsan MOtorsports
En sus des versions standards, Nissan Motorsport a développé  et commercialisé un nombre limité de 370Z Nismo 370Z (V1 & V2). Ces sportives ont été conçues dans l’unique objectif d’en faire des GT de route pouvant rouler immédiatement aussi sur piste. 
Les 370Z Nismo (V1 & V2) bénéficient de freins « course » AKebono avant et arrière utilisant des durites rigides et le liquide de frein hautes performances de la Nissan GT-R. Les jantes 19 RAYS NISMO en alliage forgé allégé sont chaussées de pneumatiques ultra-hautes performances Bridgestone Potenza S001. Les jantes sont non seulement plus légères (-0.8 kg à l'avant, - 0.1 kg à l'arrière) mais aussi plus larges à l'arrière (10.5") permettant une monte pneumatique accrue (285/35 au lieu de 275/35) pour encore plus de grip. Sur route comme sur piste, la suspension sport conçue en partenariat avec Yamaha permet un meilleur maintien. Les ressorts sont plus rigides (14% à l'avant), amortisseurs plus fermes (23% à l'avant, 41% à l'arrière) fonctionnent de concert pour offrir un compromis confort/tenue de route exceptionnel.  
Le châssis est également revisité par les ingénieurs Nismo avec une barre anti-roulis avant au diamètre accru et une barre anti-rapprochement renforcée pour encore plus de rigidité, des silentblocks spécifiques équipent le train avant pour réduire les vibrations et rendre la direction encore plus précise à haute vitesse.  
Le 370Z Nismo est équipé d'un silencieux d'échappement sport tout inox, avec collecteurs exclusifs et des doubles sorties chromées Ø120mm. Il permet non seulement de libérer la sonorité d'échappement, mais aussi de réduire la contre-pression de 30% en favorisant ainsi la puissance disponible à haut régime.  
Le V6 est revu a une puissance de 344 ch à 7 400 tr/min  
La version V2 (post-2015) bénéficie en plus d’un différentiel LSD qui passe à un rapport de 3.916 au lieu de 3.692. La 370Z Nismo V2 dispose aussi de sièges Baquets Recaro spécifiques de série et un design extérieur revu directement inspiré de la Nissan GT-R . Ce nouveau dessin digne d’une mini-supercar lui permet de générer une portance négative supplémentaire améliorant encore l'appui aérodynamique. Le bouclier avant permet aussi un meilleur flux d’air jusqu’aux deux admissions.
Quelques accessoires Nismo comme la modification des admissions, un échappement encore plus libéré au niveau du silencieux arrière et une cartographie moteur revue permettent de porter facilement la puissance à environ 344 ch à 7500 tr/min. Les performances sont de 5.1 s de 0 à 100 km/h et par comparaison équivalente à la 911 version 997 Carrera S 3.8i 355ch qui est sa rivale directe et la cible de Nissan sur ce segment.

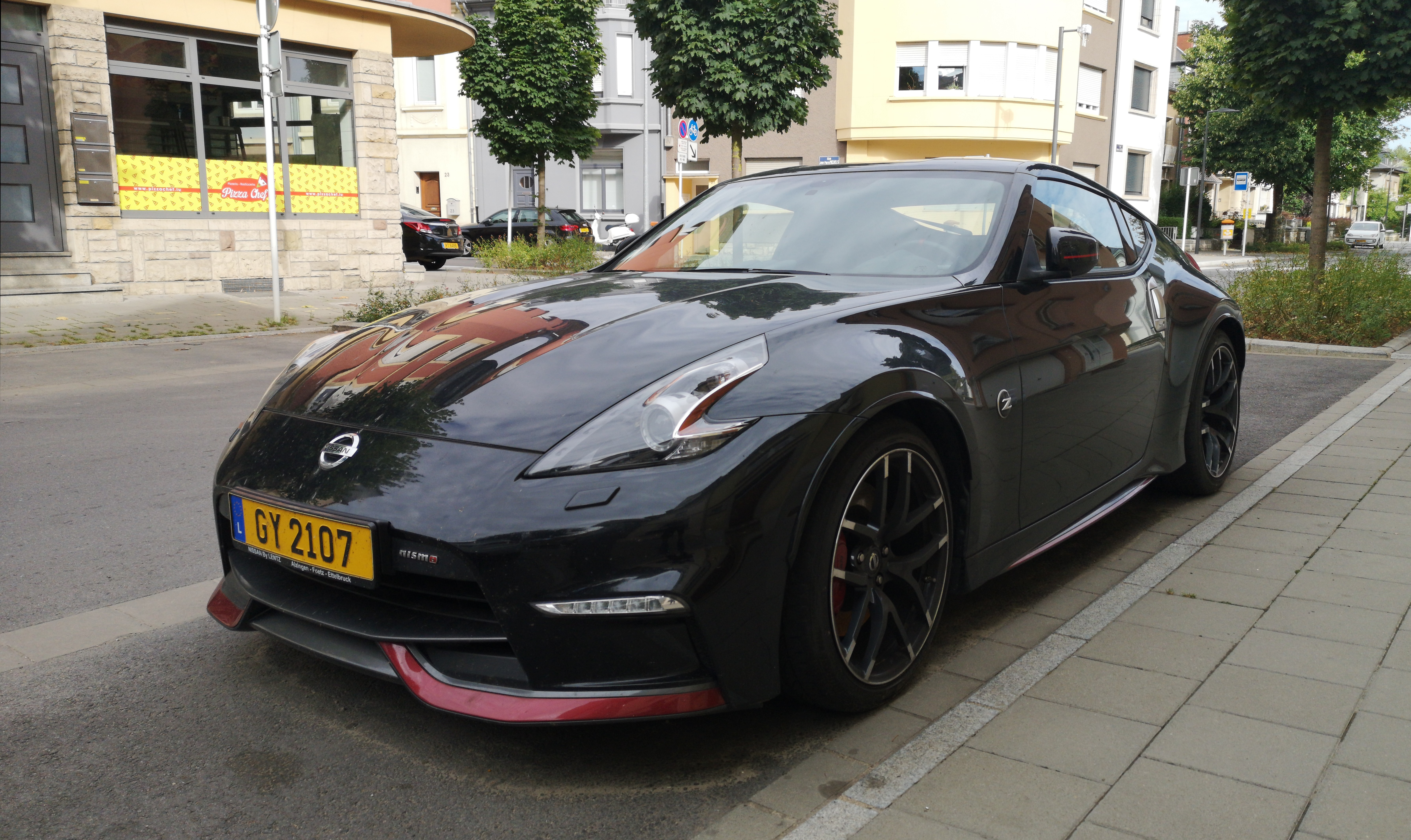
Nissan 370Z Nismo.

Le 370Z Nismo n’est commercialisé qu’en version Coupé et n’existe donc pas en Roadster.    
Par ailleurs et sauf pour le continent Américain, l’auto ne dispose pas d’un choix de boîte de vitesses automatique, Nismo considère en effet que la boite manuelle avec le Syncro-Rev en mode sport est plus rapide et mieux en adéquation avec la clientèle sportive de cette GT.

## Autres Versions

### 370Z Roadster
La version découvrable Nissan 370Z Roadster est présentée en avril 2009 et commercialisée fin 2009 aux États-Unis et début 2010 en Europe. Elle est équipée d'une capote en toile comme la 350Z Roadster et reprend le même moteur que la 370Z coupé.

### Modèle Final:50eAnniversaire
La 370Z 50e Anniversaire, comme son nom l'indique, célèbre les 50 ans de coupés sportifs de la marque japonaise. Elle est présentée au salon de New York 2019. Elle est commercialisée fin 2019 en série limitée, dont 10 exemplaires sont destinés à la France. Elle est motorisée par le V6 3.7 de 328 ch associé à la boîte de vitesses automatique à 7 rapports ou manuelle à 6 rapports. La 50e anniversaire est bicolore et revêt une teinte blanche conjuguée avec des stickers rouge vifs ou une peinture gris argent avec des éléments noirs. 
La version 50eme Anniversaire marque la fin de la production de la 370Z remplacée par la nouvelle Z 2022. Cette remplaçante abandonne le V6 atmosphérique pour le V6 3.0L bi-turbo d’origine Infiniti et ne sera pas importée en Europe pour cause de non-homologation en matière d’émissions de Co2.

## Sport automobile
La Nissan 370Z a connu quelques succès en sport automobile.  Notamment, Chris Forsberg a fait une saison avec un VQ37DE 370Z à double turbo de 812 chevaux lors de la saison 2017 de Formula DRIFT.  
Le préparateur Z1 Motorsport a conçu une 370z pour participer au championnat américain Global Time Attack 2020 aux États-Unis. Le véhicule est basé sur une Nismo V2 améliorée et a fait l’objet d’une exposition au SEMA show de Las Vegas. 
Nissan Moyen Orient a aussi établi un Record du Monde Guinness du plus long drift réalisé avec deux coupés Nissan 370Z qui ont drifté ensemble sur une piste sans s'arrêter pendant 28,52 kilomètres.

## Dans la culture populaire
La Nissan 370Z est présentée dans le jeu vidéo Need for Speed: Undercover d'Electronic Arts , sorti le 18 novembre 2008. Cela a permis aux gens de conduire la 370Z dans le jeu avant la sortie réelle du véhicule.
Nissan a affirmé que c'était la première fois qu'un constructeur automobile présentait une première mondiale de véhicule en s'associant à une société de jeux vidéo.  Elle a été présentée dans le simulateur de course Xbox 360 Forza Motorsport 3 et présentée dans le jeu de simulation de conduite PlayStation 3 Gran Turismo 5.
Elle a également été présentée dans Need for Speed: Hot Pursuit . La 370Z a également fait ses débuts sur le jeu de course d'arcade Wangan Midnight Maximum Tune 3DX.  La voiture est également apparue dans la franchise Asphalt et Real Racing 3.
Une version Transformers de Megatron 370Z a été produite par Takara TOMY, dans le cadre de la ligne de jouets Transformers Alternity.
La 370Z est à l’honneur avec La team Hoonigan qui investit un magasin abandonné et en fait un terrain de jeu pour deux Nissan 370Z de 1000 chevaux pour une publicité destiné au Black Friday. Aux commandes : Chris Forsberg sur le Z blanc et Ryan Tuerck sur le Z rouge, tous deux pilotes engagés en Formula Drift chez Nissan. Cette vidéo a fait plus de 3 millions de vue.   